# Sidehara Kidzsúró
Sidehara Kidzsúró báró (japánul 幣原 喜重郎)  (Kadoma, 1872. augusztus 11. – Tokió, 1951. március 10.) japán diplomata volt a második világháború előtt, és 1945 október 9-e és 1946. május 22-e között Japán miniszterelnökeként szolgált. A háború előtt és után a pacifizmus egyik legjelentősebb támogatója volt Japánban. Felesége, Maszakó, a Mitsubishi zaibacu alapítójának, Ivaszaki Jatarónak volt a lánya.
| Elődje: Higasikuni Naruhiko | Japán miniszterelnöke 1945. október 9. – 1946. május 22. | Utódja: Josida Sigeru |